# Rebel·lió a les aules 2
Rebel·lió a les aules 2 (títol original: To Sir, with Love II) és una pel·lícula estatunidenca del 1996 per a la televisió, llançada per la cadena CBS. Es tracta d'una seqüela de la reeixida pel·lícula britànica 1967, To Sir, with Love. Igual que la història original, el film s'ocupa de qüestions socials en una escola d'un centre urbà. Va ser dirigida per Peter Bogdanovich (la seva primera pel·lícula feta per la TV) i compta una vegada més amb el paper estel·lar de Sidney Poitier reprenent el paper de Mark Thackeray.
A diferència de la primera pel·lícula, aquesta seqüela es va basar en molt pocs elements del llibre homònim d'I. R. Braithwaite que li va donar origen (excepte les òbvies caracteritzacions), i el seu èxit comercial va ser notablement menor. No obstant això, bona part de l'elenc de 1967 va tornar a reaparèixer en aquesta segona producció.
La història és una espècie de continuació cronològica de l'anterior: després de trenta anys ensenyant a Londres, Mark Thackeray es jubila i torna al seu natal Chicago. Malgrat això, encara té un repte acadèmic similar, en arribar a educar als nens d'una escola d'una ciutat de l'interior, on demostra la seva capacitat per resistir l'adversitat.

## Argument
Mark Thackeray (Sidney Poitier) és un ciutadà de les Índies Occidentals Britàniques, que en la pel·lícula de 1967 va prendre un lloc de professor en una escola del East End de Londres. Va passar vint anys ensenyant i deu en les funcions administratives. Ha estat professor dels fills dels seus antics alumnes, i ara es retira.
Antics alumnes de Thackeray, Pamela Dare i Barbara Pegg (Judy Geeson i Lulu reprenent els seus papers de la pel·lícula original), han vingut a la festa de comiat. Thackeray anuncia que marxa a una escola del centre de la ciutat de Chicago, on ensenyarà de nou. A Chicago, es troba amb el seu excol·lega Horaci Weaver (Daniel J. Travanti) que és el director de l'escola. Thackeray s'entera que hi ha una classe A amb bons estudiants i una classe H (per "horror") per als estudiants "marginats". Convenç al director que li permeti agafar la classe H com a professor d'història. Els seus nous alumnes són estudiants hispans, negres i blancs que són sorollosos, rebels i obstinats en comportaments destructius. Com va fer a Londres, comença ensenyant-los el respecte pels altres. Es dirigeix a ells com el senyor X o la senyoreta I, i espera a ser anomenat Sr. Thackeray o Sir (d'aquí els títols).

## Repartiment
- Sidney Poitier: Mark Thackeray
- Christian Roberts: Bert Denham
- Judy Geeson: Pamela Dare
- Suzy Kendall: Gillian Blanchard
- Ann Bell: Mrs. Dare
- Lulu: Barbara "Babs" Pegg
- Geoffrey Bayldon: Theo Weston
- Faith Brook: Grace Evans
- Patricia Routledge: Clinty Clintridge
- Chris Chittell: Potter
- Adrienne Posta: Moira Joseph
- Rita Webb: Mrs. Joseph
- Marianne Stone: Gert

## Recepció i crítica
Rebel·lió a les aules 2 es va emetre per primera vegada el 7 d'abril 1996 en la CBS. La pàgina especialitzada Rotten Tomatoes li va donar un discret 66%, amb criteri de 605 usuaris.
La pàgina Internet Movie Database la va qualificar amb una mitjana de 6,2, basat en les opinions de 622 usuaris.